# Irfaan Ali

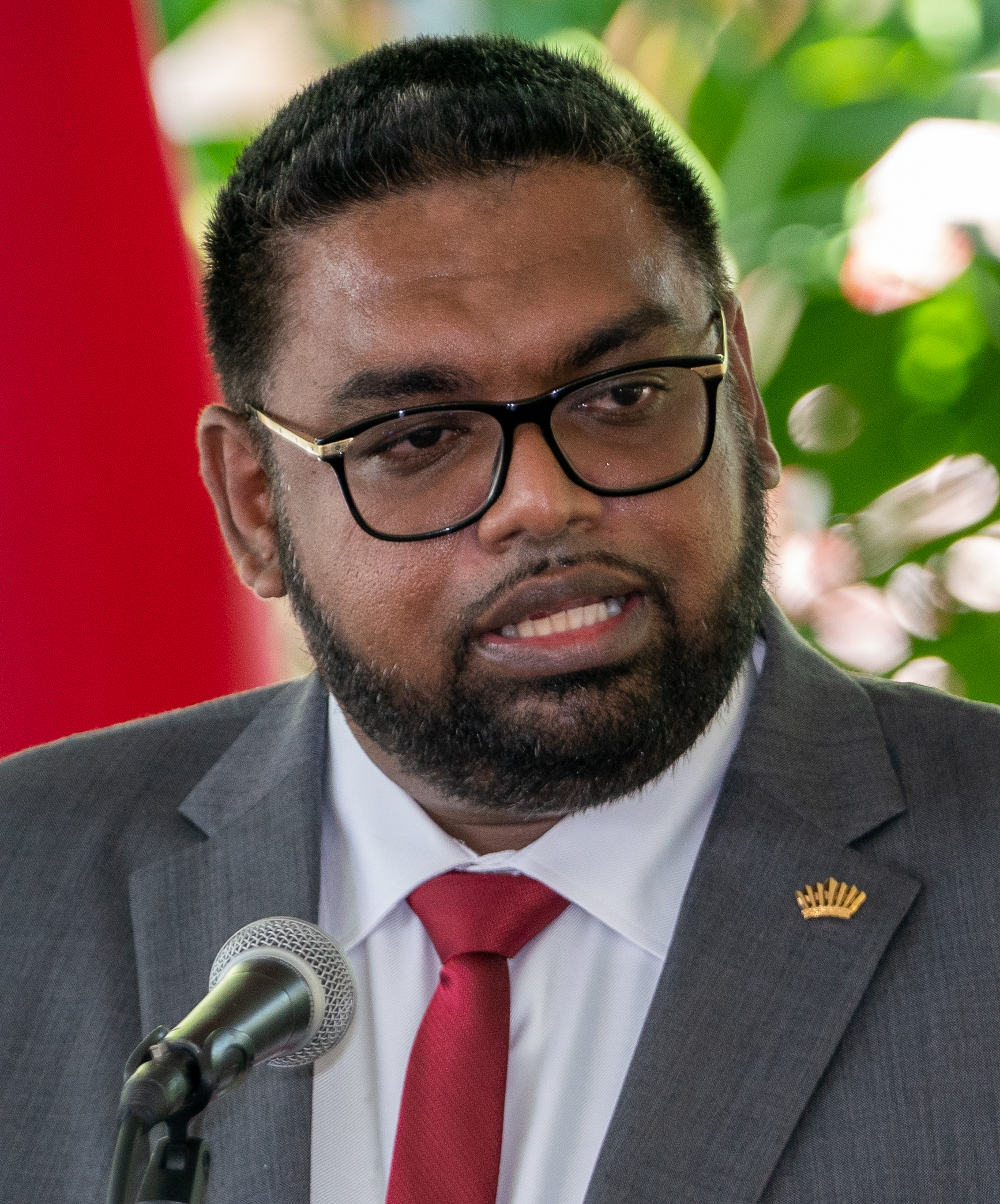
Irfaan Ali (2020)

Mohamed Irfaan Ali (* 25. April 1980 in Leonora) ist ein guyanischer Politiker, der seit August 2020 Präsident von Guyana ist. Er war davor bereits Abgeordneter und Minister. Ali war der Präsidentschaftskandidat der People’s Progressive Party (PPP) bei den Parlamentswahlen im März 2020 und wurde am 2. August 2020 nach monatelangem rechtlichen Streit in Bezug auf die Integrität der Wahlen und Neuauszählung aller Stimmzettel als 10. Präsident von Guyana vereidigt.

## Laufbahn
Irfaan Ali wurde in eine indischstämmige muslimische Familie aus der Region Essequibo Islands-West Demerara geboren. Seine Eltern waren beide Lehrer. Er wurde in Stadt- und Regionalplanung an der University of the West Indies promoviert. Ali war Projektmanager der Karibischen Entwicklungsbank im Finanzministerium und leitender Planer im Staatsplanungssekretariat. Ali wurde 2006 Mitglied der Nationalversammlung von Guyana. Anschließend wurde er Minister für Wohnungsbau und Wasser und Minister für Tourismus und Handel. Sein politischer Aufstieg erfolgte auch dank der Förderung durch Bharrat Jagdeo.
Am 19. Januar 2019 wurde er als Präsidentschaftskandidat für die People’s Progressive Party ausgewählt. Er wurde am 2. März 2020 zum neuen Präsidenten von Guyana gewählt und schlug damit Amtsinhaber David Arthur Granger nach einer umstrittenen Wahl.
Vor der Wahl betrieb Ali seinen Wahlkampf mit dem Versprechen auf wirtschaftliche Entwicklung und verwies auf das rückläufige Wachstum und die zunehmende Arbeitslosigkeit unter der Granger-Administration. Er betonte auch die Notwendigkeit von Transparenz und Einhaltung global anerkannter Standards für den aufstrebenden Erdölsektor in Guyana, der die wirtschaftliche Entwicklung in Guyana wesentlich beeinflussen wird. Ali verpflichtete sich zur Einrichtung eines vor politischer Einmischung geschützten Staatsfonds.

## Kontroversen
Unmittelbar nach seiner Auswahl als Präsidentschaftskandidat wurde Ali des akademischen Betrugs beschuldigt. Gegner behaupteten, dass Ali, als er Anfang 20 war, eine seiner Qualifikationen falsch dargestellt hatte. Ali wurde auch wegen 19 Fällen von Betrugs angeklagt, weil er den Staat zwischen 2011 und 2015 angeblich um 174 Millionen US-Dollar (USD) betrogen haben soll. Er soll sich mit Personen verschworen haben, die 19 Grundstücke unter Wert an aktuelle oder ehemalige Regierungsbeamte verkauft haben. Der Prozess in dieser Angelegenheit wurde mehrmals verschoben. Die Grundstücke, die für 39,8 Mio. USD verkauft wurden, sollen einen Wert von 212,4 Mio. USD haben.  Am 14. August 2020 wurden die Anklagen abgewiesen.